# 加トちゃんケンちゃんドリフの全て見せますスペシャル
『加トちゃんケンちゃんドリフの全て見せますスペシャル』（かトちゃんケンちゃんドリフのすべてみせますスペシャル）は、2004年4月10日の土曜日19:00 - 20:54(JST)に、TBS系列にて放送されたバラエティ特別番組である。正式タイトルは『ザ・ドリフターズ結成40周年記念特別企画 加トちゃんケンちゃんドリフの全て見せますスペシャル』（ザ・ドリフターズけっせいよんじゅうしゅうねんきねんとくべつきかく・かトちゃんケンちゃんドリフのすべてみせますスペシャル）。ザ・ドリフターズ結成40周年記念番組として放送された。

## 概要
2004年にザ・ドリフターズが結成40周年に迎え、TBSがこれまでに放送した伝説の番組『8時だョ!全員集合』『加トちゃんケンちゃんごきげんテレビ』など名作コントの秘蔵映像に紹介。スタジオでは加藤、志村とゲストと共にが番組にまつわるエピソードトークを繰り広げた。
番組当初は同年3月27日に放送予定だったが、2004年3月20日にリーダーのいかりや長介が死去した際、1週間後の3月27日にスタジオ追悼番組として『追悼緊急企画 長さんだョ!全員集合』放送のため2週延期された。

## 出演者
- 加藤茶
- 志村けん
- 恵俊彰（ホンジャマカ）
- 花田勝
- 伊集院光
- おさる
- KABA.ちゃん
- 新山千春
- MEGUMI
- 安東弘樹（当時TBSアナウンサー、進行役）

## 取り上げたコント・内容

### 8時だョ!全員集合
- 志村うしろうしろ（金田一コント）
- ちょっとだけよ〜。（ギャグはやりもの）
- 大御所ゲスト

若山富三郎、田宮二郎、三船敏郎がゲスト出演した当時のコントの映像を放送（若山と田宮は「教室コント」、三船は「忠臣蔵」コント）。

### 加トちゃんケンちゃんごきげんテレビ
- THE DETECTIVE STORY
  - だいじょうぶだぁ〜。
  - アルバイト
  - カーチェイス
  - キャラクター
- おもしろビデオコーナー

一夜限りとなる名物コーナーとして復活された。この日ゲスト出演した新山千春の祖父が投稿した作品が紹介されている。

## スタッフ
- 構成：前田昌平
- TD：千葉明律
- カメラ：池田英孝
- VE：船山道夫
- 音声：桑原博之
- 照明：小林　篤
- VTR：吉岡辰沖
- 編集：山内祥弘、野村光宏
- MA：堀田元子
- 音効：荒井忠利
- 美術プロデューサー：古川雅之
- 美術デザイン：長谷川隆之
- 美術制作：小美野淳一、大日方恵美
- 電飾：佐々木勉
- 装置：高久正夫
- 装飾：飯島義次
- メイク：アートメイクトキ
- 音楽：たかしまあきひこ
- CG：ケネックジャパン
- TK：長谷川道子
- 作成：西田伸昌
- 協力：池田屋、アックス、TAMCO、東通ビデオセンター、童夢、サウンドシップ、東京メディアシティ
- プロダクション協力：イザワオフィス
- 制作協力：TIX'E
- ディレクター：千葉晃嗣、前田啓二郎、和泉大樹、高橋真琴
- 演出：加藤和廣
- プロデューサー：石川　滋
- 製作著作：ドリマックス・テレビジョン、TBS